# ジョルジュ・プリュデルマシェ
- ジョルジュ・プルーデルマッハー
- ジョルジュ・プルーデルマシェール
- ジョルジュ・プリューデルマッハー
- ジョルジュ・プリューデルマシェール

ジョルジュ・プリュデルマシェ（Georges Pludermacher, 1944年7月26日 - ）は、フランスのピアノ奏者。
ゲレの出身。3歳からピアノを弾き始め、11歳でパリ音楽院に入学し、リュセット・デカーヴ、ジャック・フェヴリエ、ジュヌヴィエーヴ・ジョワ、アンリエット・ピュイグ＝ロジェ等の薫陶を受け、ゲザ・アンダの指導も受けた。1968年のヴィアンナ・ダ・モッタ国際ピアノ・コンクールで第三位、1969年のリーズ国際ピアノ・コンクール第二位に入賞。1979年にゲザ・アンダ国際ピアノ・コンクールで優勝を果たした。